# Squamura maculata
Squamura maculata is een vlinder uit de familie van de Metarbelidae. De wetenschappelijke naam van de soort is voor het eerst gepubliceerd in 1890 door Franciscus J. M. Heylaerts.
De soort komt voor in Indonesië (Sumatra, Borneo, Java).